# Kerkythea
Kerkythea är ett freeware som kan integreras i ett flertal 3D-modelleringsprogram bland annat Blender. Utveckling av denna programvara började år 2004, den första versionen släpptes år 2005. I maj 2009 meddelade dess upphovsman att han nu fokuserar helt på en kommersiell version som heter Thea Render. Den nuvarande versionen av Kerkythea kan fortfarande laddas ner, men inga nya uppdateringar eller versioner görs. Den senaste versionen är från oktober 2008. Källkoden finns inte tillgänglig och Kerkythea är därför inte fri mjukvara.